# ディスパッチド
ディスパッチド（Dispatched）は、スウェーデンのメロディックデスメタルバンドである。

## 略歴
1991年にダニエル・リュンドベリ (G/Key)とクリステル・アンデション (Vo)によって結成。1992年に入って、ヨナス・キンブレル (B)とフレドリック・アンデション (Ds)が加入したが、フレドリックは短期間で脱退し、同年中にエマニュエル・オーストロム (Ds)が加入。1stデモ『Dispatched into External』を製作した。
その後もデモ音源をいくつかリリースした。その後アルバム用音源を録音し、その音源はドイツのエグジュームド・プロダクションズからアルバム『Blackshadows』としてリリースされる予定だった。しかし、レーベル側の資金不足により、リリースされることは無かった。結局、この時録音された音源から4曲をピックアップして、1995年に1st EP『Awaiting the End』をエグジュームド・プロダクションズからリリースした。しかし、エグジュームド・プロダクションズは同年頃に倒産している。更に1996年には、『Awaiting the End』と同様に、『Blackshadows』の音源から4曲がピックアップされて、2nd EP『Blackshadows』が、マルタのトップリング・コロッサスからリリースされた。なお『Blackshadows』のアルバム音源収録後の1994年に、ヨナス・キンブレルとエマニュエル・オーストロム、更にオリジナルメンバーのクリステル・アンデションが脱退している。この脱退劇により、バンドメンバーはリュンドベリ1名となってしまう。
1995年にフレドリック・カールソン (Vo/Key)、フレドリック・ラーション (B)とマティアス・ヘルマン (Ds)が加入しバンド体勢を立て直すものの、ヘルマンは同年中に脱退してしまった。EPの収録を行うことになるが、レコーディングを行なう前にヘルマンが脱退してしまったため、デニス・ニルソン (Ds)が代理をつとめた。レコーディング後、ニルソンは正式メンバーとして加入している。1997年に3rd EP『Returned to Your Mind』を前作に引き続きトップリング・コロッサスからリリースした。1997年にエミル・ラーション (G)が加入し、ツインギター体制となる。トミー・テクレンをレコーディング・エンジニアに起用して音源を収録し、同年中に4th EP『Promised Land』をドイツのクシャトリャス・プロダクションズからリリースしている。
そして、1999年にイギリスのミュージック・フォー・ネイションズと契約し、翌2000年に1stアルバム『Motherwar』をリリースした。リリース後、フレドリック・ラーションが脱退し、短期間ドラマーとして在籍していたマティアス・ヘルマンが後任ベーシストとして再加入した。
2002年に、イン・フレイムスのアンダース・フリーデンをプロデューサーに起用して、2ndアルバム『Terrorizer』を録音するも、レーベルとバンド側に衝突が生じ、2002年にバンドは解散する。録音した音源は、2003年に、プエルトリコのカオスマスター・プロダクションズ及びドイツのメデューサ・プロダクションズから『Terrorizer: The Last Chapter...』としてリリースされた。
2004年にバンドは再結成され、マティアス・ヘルマン以外のメンバーが復帰した。同年、ライジング・リアルム・レコードから2ndアルバムが『Terrorizer』とタイトルを短縮して再リリースされた。同アルバムは、日本でもサウンドホリックからリリースされた。また、この時期には3rdアルバムが2005年にはリリースされると予告されていた。しかし、3rdアルバムはリリースされることはなく、バンドの活動は長らく中断していた。なお、2021年活動再開後にリュンドベリが公式Facebookに綴ったメンバーの変遷では2004年の記載がなく、2ndアルバムを再リリースしたのみで、バンドとしての活動はほとんどなかったものと考えられる。
2014年にロシアのGSプロダクションズから、コンピレーション・アルバムとして『Blackshadows (Dispatched to Hell - Part I)』と『Promised Land (Dispatched to Hell - Part II)』が其々100枚限定でリリースされた。前者は、正式にリリースされることのなかった幻の1stアルバム『Blackshadows』を全曲収録し、加えてデモテープ『Dispatched into External』、デモテープ『Act of Resurrection』を収録している。後者は、EP『Promised Land』及びEP『Returned to Your Mind』に加えて、デモテープ『Promo 2』と2001年から2002年にかけて収録された未発表音源3曲を加えた構成となっている。
長らく活動休止しており、事実上の解散状態であったが、2021年より活動を再開。再開時のメンバーは、解散時のメンバーの内、フレドリック・カールソン (Vo)、ダニエル・リュンドベリ (G, Key)の2名と、新メンバーのペッテル・フロー (B)の3名。これに加えてパトリック・ランドベリ (Ds)と元メンバーのクリステル・アンデション (Vo)がゲストとして参加している。2022年に20年ぶりの新アルバムとなる3rdアルバム『Warfare』をデジタルフォーマットでリリースした。

## メンバー

### 現メンバー
- フレドリック・カールソン (Fredrik Karlsson) - ボーカル・キーボード (1995 - 2002, 2004, 2021 - )
- ダニエル・リュンドベリ (Daniel Lundberg) - ギター・キーボード・バックボーカル (1991 - 2002, 2004, 2021 - )
- ペッテル・フロー (Petter Furå) - ベース (2021 - )

### 旧メンバー
- クリテル・アンデション (Krister Andersson) - ボーカル (1991 - 1994)
- ウルリカ・フォシュベリ (Ulrika Forsberg) - ギター (1993)
- デニス・フルティン (Dennis Hultin) - ギター (1997)
- エミル・ラーション (Emil Larsson) - リズムギター (1998 - 2002, 2004)

当初はレコーディング時のセッションメンバーだった。レコーディング後、正式メンバーとして加入。
- ヨナス・キンブレル (Jonas Kimbrell)[注釈 1] - ベース (1992 - 1994)
- フレドリック・ラーション (Fredrik Larsson) - ベース (1995 - 2000)

ハンマーフォールに所属しているフレドリック・ラーションは担当楽器は同じであるが同姓同名の別人である。
- マティアス・ヘルマン (Mattias Hellman) - ベース (2000 - 2002)・ドラム (1995)

1995年にドラマーとして加入するも脱退し、2000年にベーシストとして復帰した。
- エマニュエル・オーストロム (Emanuel Åström) - ドラム (1992 - 1994)
- デニス・ニルソン (Dennis Nilsson) - ドラム (1996 - 2002, 2004)

## ディスコグラフィ

### スタジオ・アルバム
- Motherwar (2000)

2007年にポーランドのメタル・マインド・プロダクションズから、デジパック仕様で再発された。
- Terrorizer: The Last Chapter... (2003)
- テロライザー Terrorizer (2004)

『Terrorizer: The Last Chapter...』の再発。曲順などが変更されている。
- Warfare (2022)

### コンピレーション・アルバム
- Blackshadows (Dispatched to Hell - Part I) (2014, Compilation)

未リリースアルバム『Blackshadows』、デモテープ『Dispatched into External』及びデモテープ『Act of Resurrection』を収録。
- Promised Land (Dispatched to Hell - Part II) (2014, Compilation)

EP『Promised Land』、EP『Returned to Your Mind』、デモテープ『Promo 2』及び未発表音源3曲を収録。

### EP
- Awaiting the End (1995, EP)[注釈 4]
- Blackshadows (1996, EP)[注釈 2][注釈 4]
- Returned to Your Mind (1997, EP)
- Promised Land (1998, EP)

### シングル
- Motherwar （プロモーション用）

### デモ
- Dispatched into External (1992, Demo)
- Promo 2 (1993, Demo)
- Act of Resurrection (1993, Demo) [注釈 5]
- Promo 1999 (1999, Demo)
- Terrorizer (2001, Demo)

### その他
- Blackshadows (1994, Unrelease)[注釈 6]